# DB 612 sorozat
A DB 612 sorozat egy német, ívben bedőlni képes, 2'B'+B'2' tengelyelrendezésű dízelmotorvonat-sorozat. 1998-ban gyártotta az Adtranz és a Bombardier Transportation. Horvátországban is használják mint HŽ 7123 sorozat.

## Képek

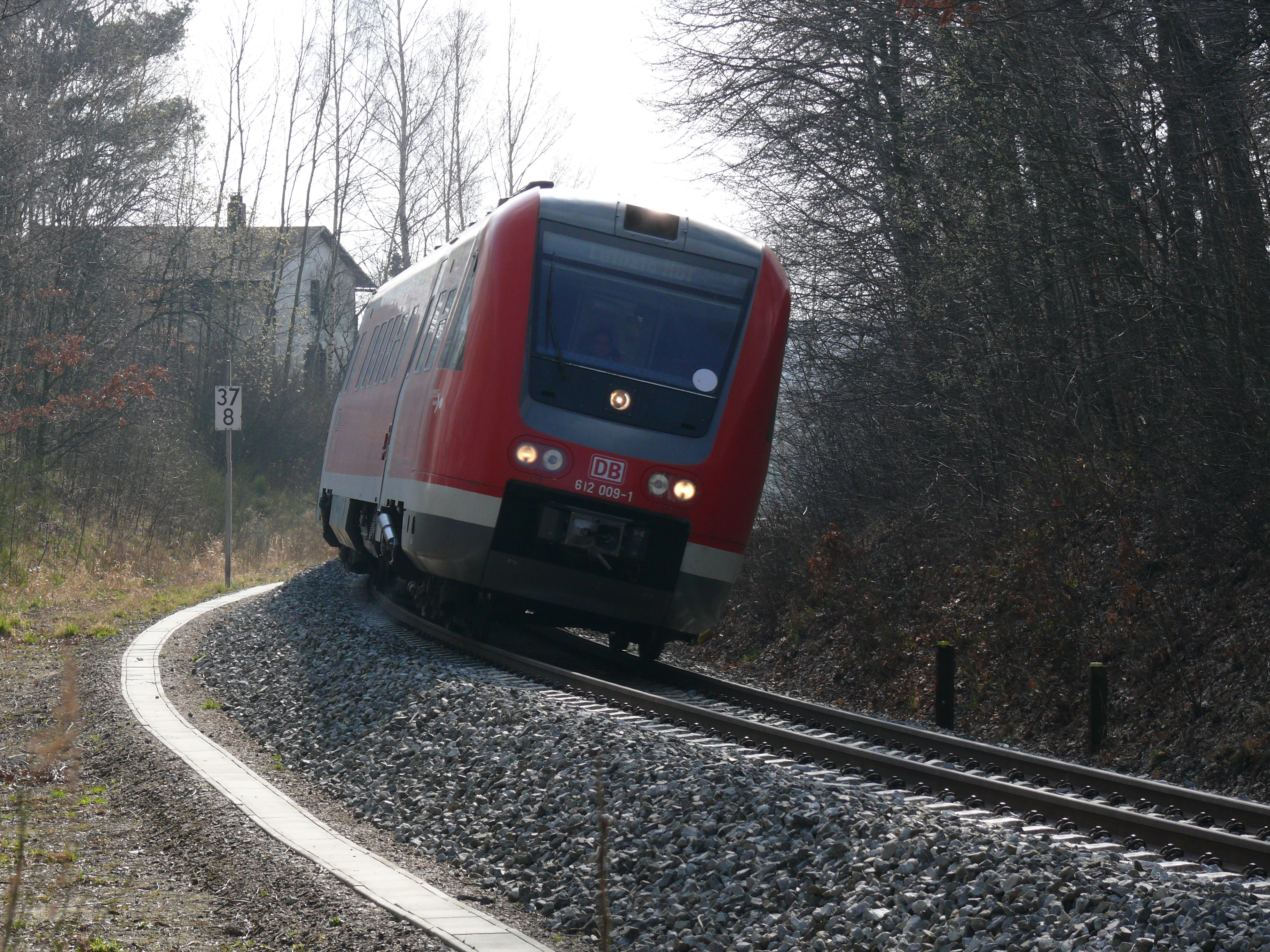
DB 612 009
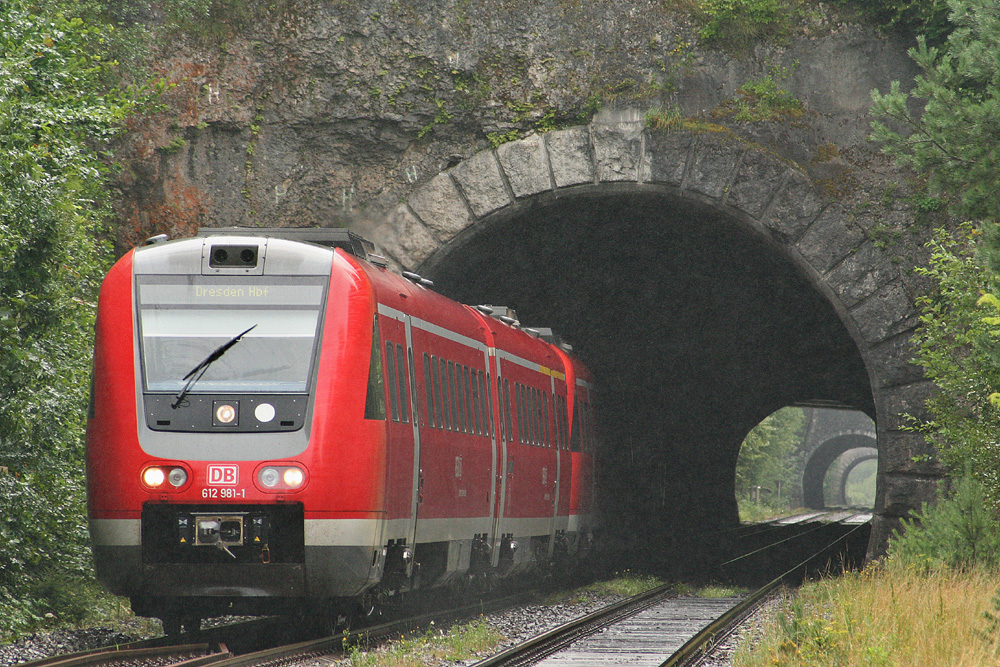
Dupla DB 612-es Velden mellett, a Nürnberg–Cheb-vasútvonalon
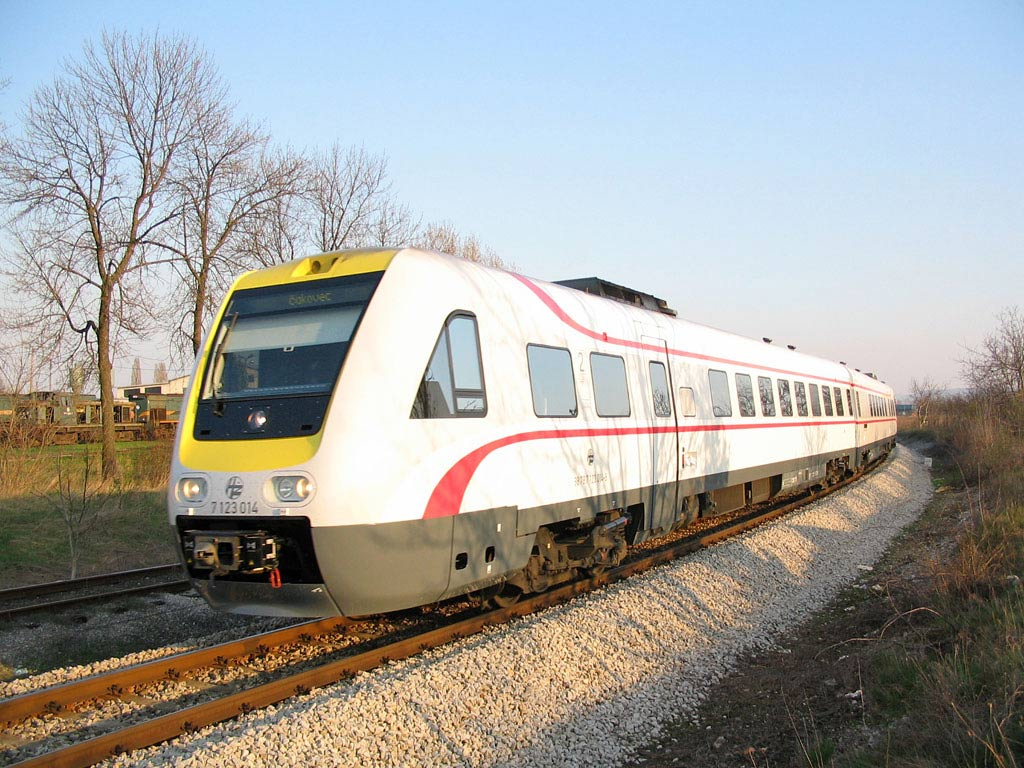
A horvát 7123 014/013
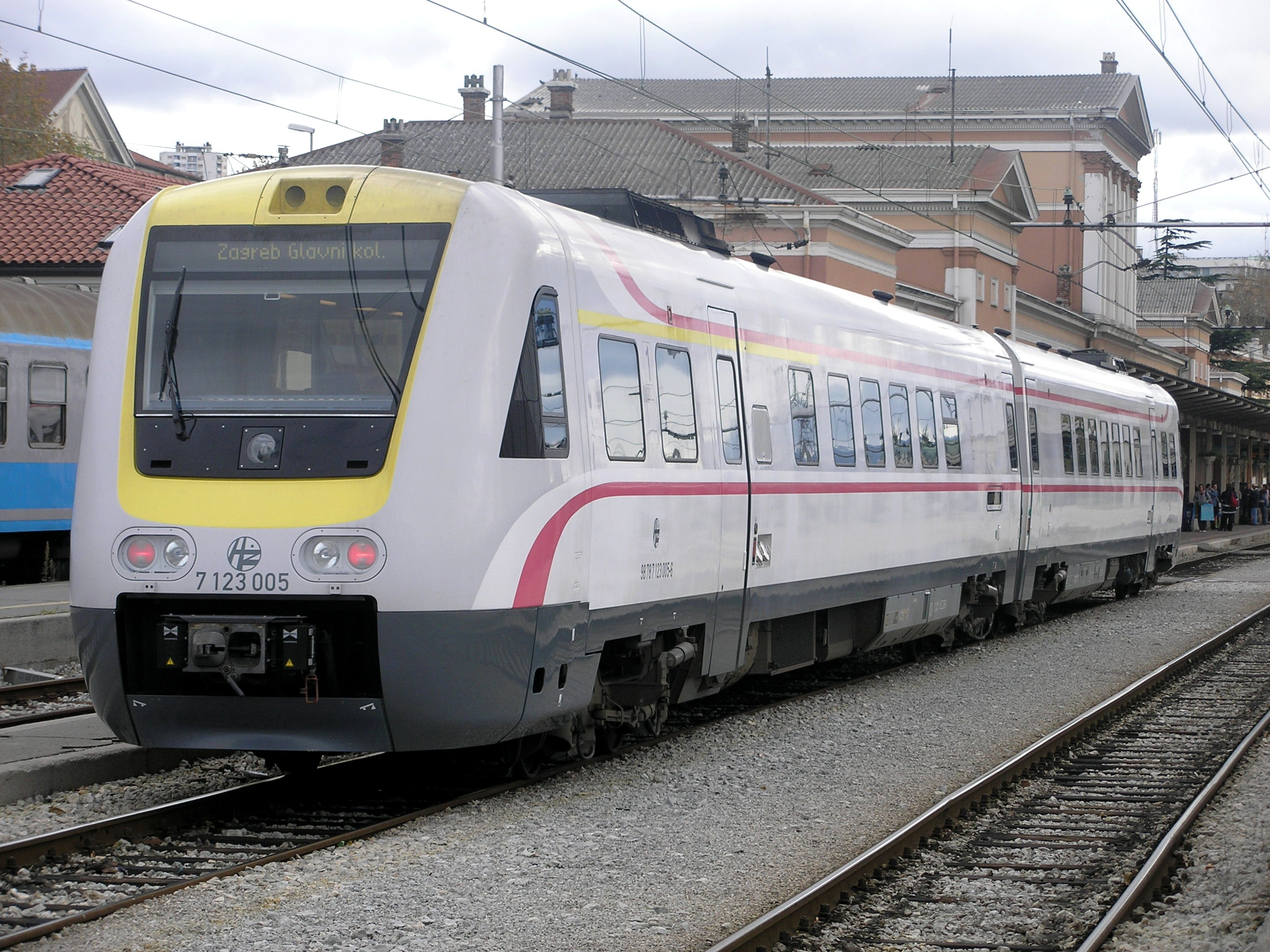
A horvát 7123 005/006
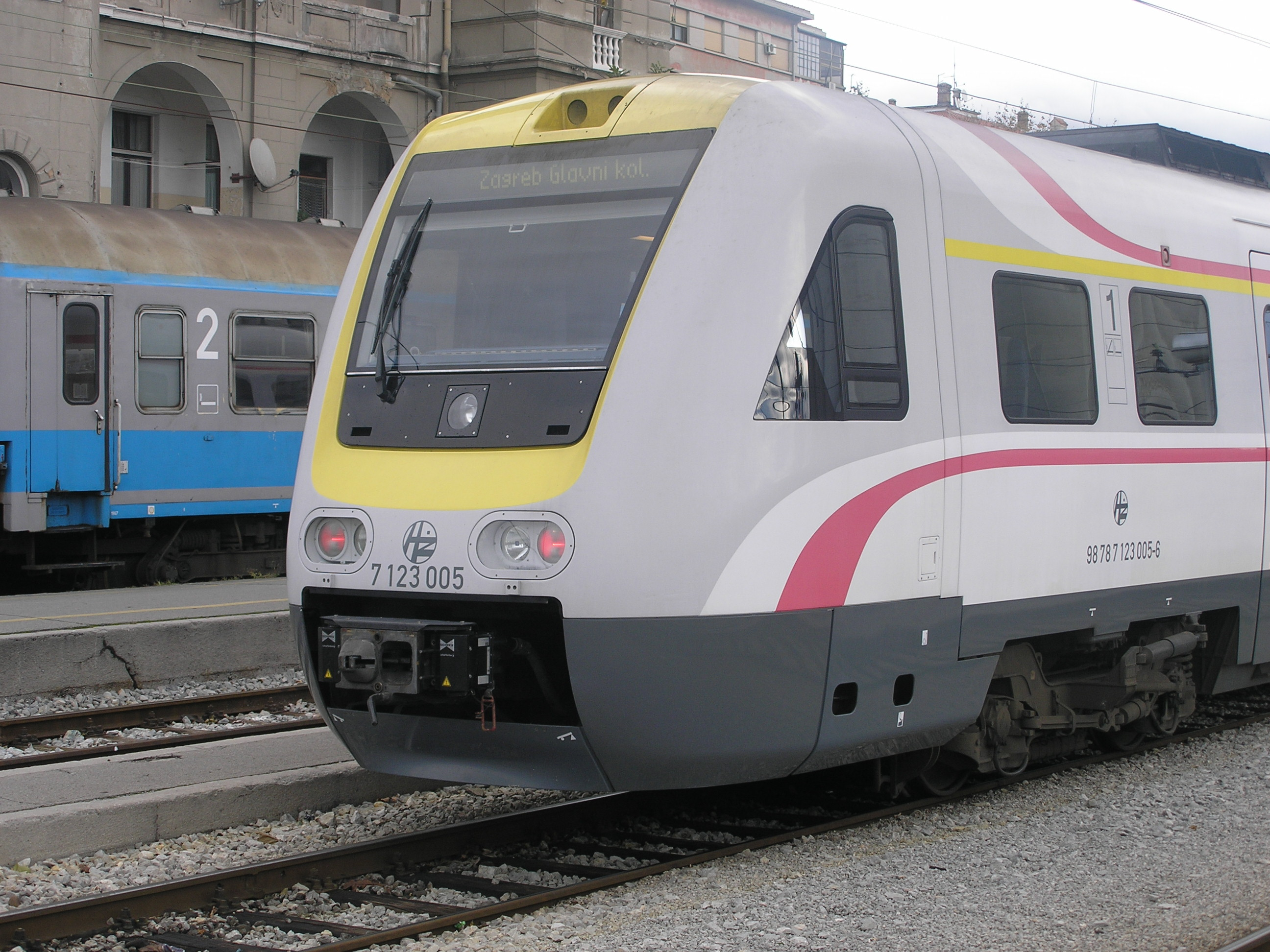
A horvát 7123 005/006
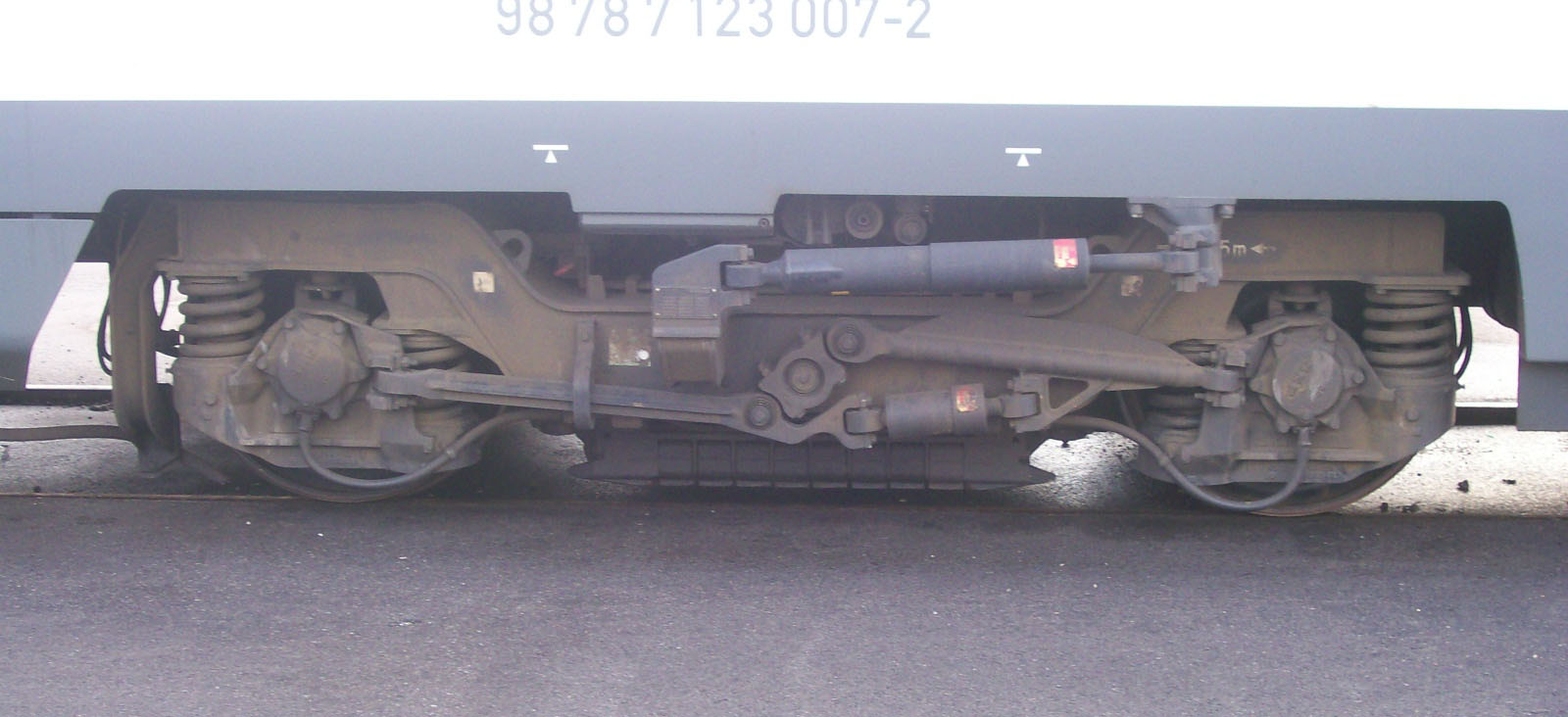
Forgóváz